# Куракин, Борис Иванович
Князь Борис Иванович Куракин (20 [30] июля 1676, Москва — 17 [28] октября 1727, Париж) — сподвижник и свояк Петра Великого, первый постоянный посол России за рубежом; действительный тайный советник. Положил начало вековой традиции дипломатической службы в роду Куракиных.

## Биография
Основной источник биографии Б. И. Куракина — «Жизнь князя Бориса Куракина им самим описанная», которую он начал писать находясь на лечении в Карлсбаде. В самом начале своей биографии он указал дату, когда начал писать — 25 сентября 1705 года.

### Ранние годы
Родился 20 июля 1676 года в семье князя Ивана Григорьевича, отпрыска рода Гедиминовичей, и Феодосии Алексеевны, урождённой княжны Одоевской (ум. 1677); крестник царя Фёдора Алексеевича. В детстве много болел.
В 1682 году его отец был отправлен на воеводство в Смоленск, где он и умер «от каменной болезни» (болезни почек). После этого Бориса, его брата Михаила и сестру Марию (от второго брака Ивана Григорьевича с Марией Петровной Урусовой, умершей в 1684 году) воспитывала их мачеха.

### Военная карьера
С 1683 года входил в ближайшее окружении Петра I, был его спальником, принимал участие в военных потехах близ слободы Семёновская. С организацией «потешных полков» — в Семёновском полку, в составе которого участвовал в обоих Азовских походах, поручик, с 1696 года — капитан.
В 1696 году был направлен в Италию для изучения морского дела, фортификации и математики.
После возвращения из второго Азовского похода по пути в Воронеж царём Петром I Борису были пожалованы земли на реке Белой, притоке реки Айдар, где впоследствии возникла слобода Бело-Куракина, нынешний посёлок Белокуракино Луганской области.
В 1700 году ему было «отказано по грамоте из Приказа Казанского дворца» до 17 тысяч десятин «дикопорозжей земли» по рекам Хопёр и Сердоба в будущей Пензенской губернии, где появилось село Борисоглебское-Куракино. В том же году Борис Иванович купил земли «за рекой Сурою, на речке Юловке, в иных урочищах», где поставил село Павло-Куракино, в настоящее время расположенное на территории Городищенского района Пензенской области.
С началом Северной войны участвовал в походе под Нарву (1700), затем участвовал в осаде и взятии Нотебурга (1702), Ниеншанца (1703) и Нарвы (1704), в 1703 году получил чин майора лейб-гвардии Семёновского полка.
В 1705—1706 годах находился за границей на лечении, посетил Германию, Нидерланды, Англию. По возвращении 19 января 1707 года в Жолкве пожалован в подполковники лейб-гвардии Семёновского полка и в том же году был направлен в Италию с дипломатической миссией, — настаивать на непризнании папой Станислава Лещинского королём Польши.
С началом похода Карла XII против России в 1708 году вернулся в армию, командовал Семёновским и Астраханским полками в дивизии князя А. Д. Меншикова, в 1709 году командовал Семёновским полком в Полтавской битве, но не был отмечен никакими наградами.

### Дипломатическая карьера
С 1709 по 1712 годы Б. И. Куракин был представителем России в Лондоне, в Ганновере и в Гааге; в 1713 году, получив чин тайного советника, участвовал в Утрехтском конгрессе в качестве полномочного представителя России; в 1715 году подписал Грейфсвальдский союзный договор с Ганновером. С 1716 года состоял послом в Париже.
Высочайшим рескриптом от 14 сентября 1714 года был произведён из подполковников гвардии в чин генерал-майора. В 1717 году награждён орденом Св. Андрея Первозванного; 30 августа 1725 года стал кавалером ордена Св. Александра Невского; 14 ноября 1725 года произведён в действительные тайные советники.
В 1722 году Пётр Великий, отправляясь в Персидский поход, поручил ему руководство всеми послами России, аккредитованными при европейских дворах. В 1724 году он послан послом в Париж, где и умер 28 октября 1727 года (в Московском некрополе — 18 сентября?). Многие из его потомков также сделали блестящую карьеру в дипломатии.
Б. И. Куракин завещал устроить в Москве странноприимный дом («шпиталь») для содержания 12 бедных офицеров дворянского звания и составил его регламент. Во исполнение воли отца Александр Куракин в 1730-е гг. организовал в Басманной слободе т. н. Куракинскую богадельню.

## Мемуарист
Будучи одним из образованнейших людей своего времени, Куракин в своих трудах часто прибегает к голландскому, французскому и итальянскому языкам. Его перу принадлежат дневник и путевые записки, автобиография, доведённая до 1709 года, история русско-шведской войны, политические записки, обширная деловая и семейная переписка. К 1723 году Куракин задумал «Гисторию о Славяно-российской империи», полную историю России, в которой предполагал главным образом остановиться на царствовании Петра, но успел лишь составить подробное оглавление этого труда и «Гисторию о царе Петре Алексеевиче и ближних к нему людях. 1682—1694 гг.» — ценный источник сведений о стрелецких волнениях и первых годах петровского царствования.

## Семья
Был женат дважды и имел пятерых детей.
1. Жена с 1691 года Ксения Фёдоровна Лопухина (1677—февраль 1698), родная сестра Евдокии Лопухиной, первой жены Петра I. Умерла от чахотки.
  - Татьяна (1 (14) января 1696—1757) — вторая супруга генерал-фельдмаршала князя Михаила Михайловича Голицына;
  - Александр (31 июля (13 августа) 1697—1749) — обер-шталмейстер, женат на Александре Ивановне Паниной (1711—1786);
2. жена с ноября 1699 года княжна Мария Фёдоровна Урусова (ум. 1731)[10], дочь боярина Фёдора Семёновича Урусова, племянница царицы Агафьи Семёновны
  - Сергей, родившийся в 1700 г. Он умер спустя полтора года;
  - Екатерина (25 октября (7 ноября) 1703—1772), в 1718 году была невестой графа М. Г. Головкина, об этом браке хлопотал его отец, но безуспешно. С 1730 года вторая супруга генерал-фельдмаршала графа А. Б. Бутурлина;
  - Василий.

## Сочинения
- Военная хитрость царя Петра Алексеевича под Нарвою 8-го июня 1704 г. Рассказ очевидца князя Б. И. Куракина // Архив кн. Ф. А. Куракина. — Кн. 3. — СПб., 1892. — С. 152—153.Архивная копия от 3 ноября 2013 на Wayback Machine
- Всеподданнейшее прошение кн. Б. И. Куракина. Марта 10-го дня 1723 года // Архив кн. Ф. А. Куракина. — Кн. 1. — СПб., 1890. — С. 288—290.
- Гистория о Петре I и ближних к нему людях. 1682—1695 гг. // Русская старина, 1890. — Т. 68. — № 10. — С. 238—260. — Редакц. статья: Село Надеждино и архив кн. Ф. А. Куракина в 1888 и 1890 гг. — С. 229—237.
- Дневник и путевые заметки князя Бориса Ивановича Куракина. 1705—1707 // Архив кн. Ф. А. Куракина. — Кн. 1. — СПб., 1890. — С. 101—240.
- Духовная князя Бориса Ивановича Куракина // Русский архив, 1893. — Кн. 1. — Вып. 2. — С. 149—158.
- Жизнь князя Бориса Ивановича Куракина им самим описанная. 1676 июля/20 1709 // Архив кн. Ф. А. Куракина. — Кн. 1. — СПб., 1890. — С. 243—287.
- Записка кн. Б. И. Куракина о войне и мире. 1720 г. // Архив кн. Ф. А. Куракина. — Кн. 1. — СПб., 1890. — С. 341—348. Архивная копия от 7 июня 2018 на Wayback Machine
- Записка кн. Б. И. Куракина об отношениях держав и делах политических. 1718 г. 3 (14) октября. Гага // Архив кн. Ф. А. Куракина. — Кн. 1. — СПб., 1890. — С. 329—340.
- Записки князя Бориса Ивановича Куракина о пребывании в Англии, отъезде в Россию к армии, путешествие с царем Петром Алексеевичем в Карлсбад и о назначении своем на съезд в Утрехт . 1710-1711-1712. Писано в aпреле 1712 г. // Архив кн. Ф. А. Куракина. — Кн. 3. — СПб., 1892. — С. 301—314.
- Русско-шведская война. Записки. 1700—1710 // Архив кн. Ф. А. Куракина. — Кн. 1. — СПб., 1890. — С. 291—328. Архивная копия от 24 июля 2014 на Wayback Machine